# Relações entre Estados Unidos e Haiti
As relações entre Estados Unidos e Haiti correspondem as relações bilaterais entre os Estados Unidos e o Haiti.

## Introdução
Por causa da localização do Haiti, o país tem o potencial de afetar a estabilidade do Caribe e da América Latina e, portanto, é estrategicamente importante para os Estados Unidos. Historicamente, os Estados Unidos viram o Haiti como um contrapeso para Cuba comunista. O potencial do Haiti como parceiro comercial e um protagonista no tráfico de drogas tornam a nação estrategicamente importante para os Estados Unidos. Além disso, ambas as nações estão ligadas por uma grande diáspora haitiana que reside nos Estados Unidos. 

## Histórico

### Relações entre 1804 a 1914
Depois que o Haiti ganhou sua independência da França em 1804 através de uma rebelião de escravos, a Região Sul pró-escravidão preocupou-se que este evento poderia influenciar os escravos estadunidenses e os Estados Unidos se recusaram a reconhecer a independência do Haiti até 1862.  O presidente Andrew Johnson sugeriu anexar a ilha para garantir a influência estadunidense sobre o Caribe.  O governo dos Estados Unidos nunca deu seguimento, mas dispôs militares ativos na ilha durante essa época.  Ao longo do século XIX, mulatos e negros, muitas vezes entraram em conflito e solicitaram por intervenção estrangeira. Durante este período, segundo o historiador Hans Schmidt, a Marinha dos Estados Unidos enviou navios ao Haiti dezenove vezes entre 1857 e 1913 para "proteger vidas e propriedades norte-americanas" até que os Estados Unidos finalmente ocuparam Haiti em 1915. :330–331 Um exemplo de um conflito entre os Estados Unidos e o Haiti foi o caso Môle Saint-Nicolas.

### Ocupação do Haiti pelos Estados Unidos (1915-1934)
De 1915 a 1934 os fuzileiros navais estadunidenses ocuparam Haiti.  Antes da ocupação, os militares dos Estados Unidos assumiram o controle dos bancos e coletaram $500.000 para manter em Nova York.  Também revogaram uma disposição de 1804 que proibia os estrangeiros de possuir terras no Haiti. Esta ocupação afetou a economia da nação, bem como a auto-imagem e a independência das pessoas. Em última análise, os haitianos se uniram em resistência a ocupação estadunidense e as forças dos Estados Unidos partiram em 1934. Deixariam para trás era um exército haitiano recém-treinado (a Garde d'Haïti), composto principalmente de soldados negros e mulatos, que dominaram as funções políticas até 1947.

### Intervenções dos Estados Unidos no Haiti (1957-2005)
De 1957 a 1971, François Duvalier governou o Haiti sob uma ditadura repressiva, mas alguns argumentam que os Estados Unidos toleraram o regime porque era firmemente anticomunista e contrabalançou Cuba comunista durante a Guerra Fria. Quando Duvalier morreu, seu filho, Jean-Claude ("Baby Doc") assumiu e manteve muitas das políticas de seu pai. :3–4
O governo de Ronald Reagan obrigou Baby Doc a sair em 1986 e quando uma ditadura militar repressiva surgiu, o presidente Reagan suspendeu a ajuda. O governo de George H.W. Bush também embargou e bloqueou o Haiti, suspendendo tudo menos a ajuda humanitária. :4
Após a queda da família Duvalier e de outros regimes militares, Jean-Bertrand Aristide foi eleito em 1990, mas ele seria deposto em um golpe de Estado sete meses depois. De 1991 a 1994, o governo de Bill Clinton impôs um bloqueio econômico, que empobreceu ainda mais o país e, posteriormente, interveio militarmente em 1994 para restaurar Aristide ao poder. :4   O apoio dos Estados Unidos a Aristide diminuiu após as preocupações com a corrupção e uma rebelião armada de fevereiro de 2004 levaria ao seu exílio. :4
Depois que René Préval sucedeu Aristide, a ajuda voltou ao Haiti totalizando $1.5 bilhão de 1990 a 2005. :7